# La Parfaite Union (Namur)
Ne doit pas être confondu avec La Parfaite Union (Rodez).
 (octobre 2017).
La Parfaite Union est le premier titre distinctif de « La Bonne Amitié – François Bovesse », loge maçonnique namuroise affiliée au Grand Orient de Belgique. Il n'y a donc pas lieu de la confondre avec La Parfaite Union, un atelier travaillant actuellement dans la capitale de la Wallonie sous les auspices de la Grande Loge de Belgique. 

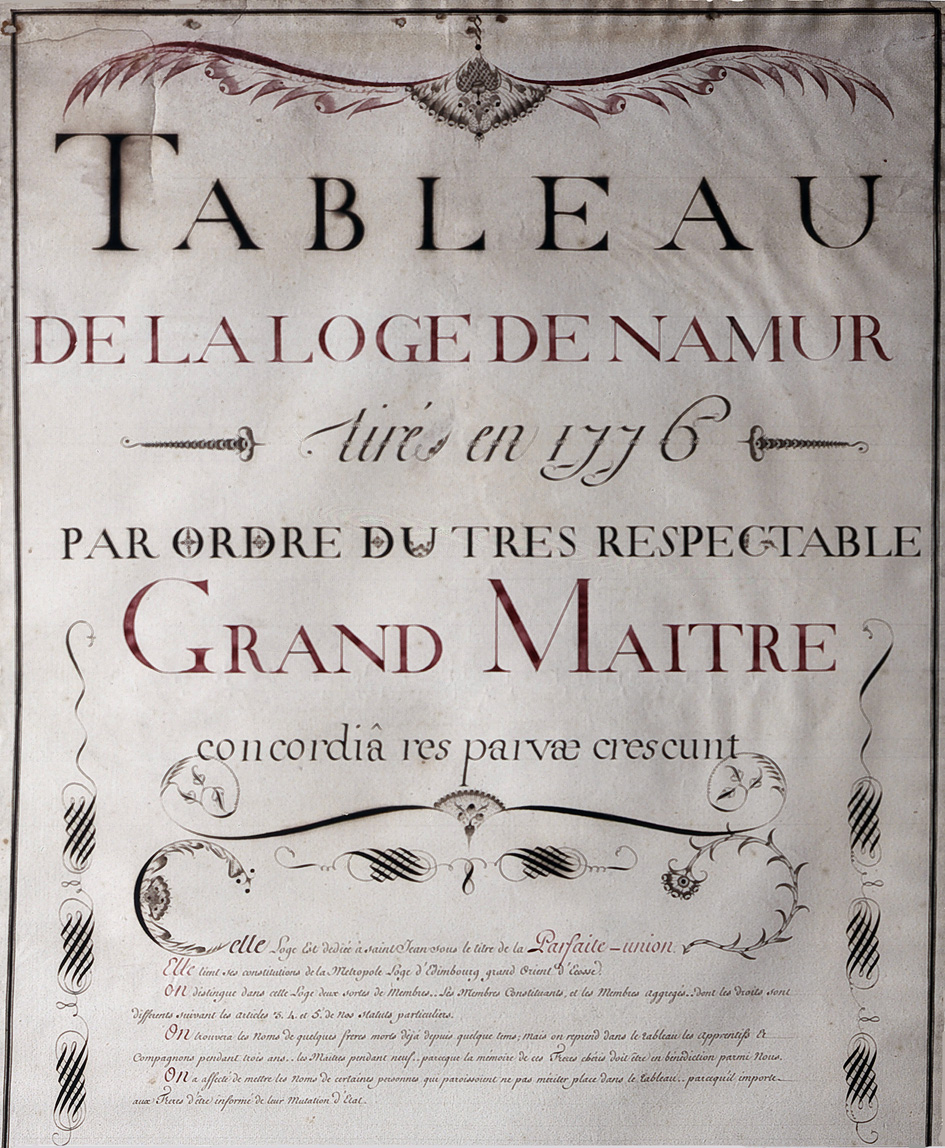
Parfaite-Union-Tableau-1776

## Histoire
Une indéniable activité maçonnique règne à Namur au milieu du XVIIIe siècle. La chose est aujourd'hui avérée sans qu'il soit possible, cependant, de lier ces traces anciennes à la fondation de « La Parfaite Union » dont la première mention attestée remonte à la Saint-Jean d’hiver de 1768.
Il s’agit d’un diplôme de réception au sein d'un atelier déjà constitué. La signature du vénérable est celle de John Cuninghame, un capitaine de la Brigade écossaise au service des États généraux de la République des Provinces-Unies. Cet officier, qui a séjourné à Namur quelques années plus tôt, obtient pour « La Parfaite Union » une patente de régularisation que lui délivre la Grande Loge d’Écosse à Édimbourg en février 1770.
Deux autres diplômes maçonniques, respectivement datés de mai 1775 et mai 1776, ainsi qu’un curieux tableau de loge, également daté de 1776, livrent les noms et qualités d’une bonne quarantaine de membres de « La Parfaite Union ». Beaucoup sont des officiers d’origine allemande, hollandaise ou suisse ; ils appartiennent aux troupes de garnison à Namur en vertu d’un traité international connu sous le nom de Traité des Barrières. Les autres frères sont issus des rangs de l’élite locale.
En 1777, « La Parfaite Union » s’affilie à la Grande Loge provinciale des Pays-Bas autrichiens, laquelle lui accorde une nouvelle charte constitutive, ainsi qu’un nom nouveau : « La Bonne Amitié ».